# 鑽石花
《鑽石花》，是倪匡筆下科幻小說衛斯理系列之一，系列編號1，連載於1963年3月11日至7月21日的《明報》。《鑽石花》故事開場由衛斯理在隆冬的香港渡輪上見到一個年輕人在船舷上一顆顆拋出鑽石開始，引發出一段為爭奪隆美爾藏寶圖而拚個你死我活的驚險故事。

## 內容簡述

### 香港渡輪上的奇遇
好管閒事的衛斯理在隆冬的香港往澳門渡輪上。看見一年輕人在船絃上一顆顆拋出鑽石。出手制止卻遭年輕人反擊。打鬥中，兩人雙雙掉下船，衛斯理游到一座島上，意外發現對方在小島另一側生火，好烤乾衣服，兩人不打不相識。衛斯理從談話中，知道對方叫黃俊。是北太極門弟子。此次來香港，是為了某個特別的目的。談話間，另一個北太極門弟子，十七歲的美少女石菊現身。石菊聲稱這次出山要清理門戶，對象就是黃俊。一陣混亂中，黃俊兔脫，衛斯理與石菊結伴而行。

### 死神的邀請
黑幫頭子「死神」唐天翔是犯罪集團首腦。有一艘遊艇死神號(Thanatos)。對藏寶圖志在必得。赤水幫龍頭陰森大師伯和七十二路鷹爪手傳人邵清泉都是他的手下。他邀請兩人上船後。露出真面目。要衛斯理交出藏寶圖。卻被鋌而走險的石菊以一包照片唬弄過去。被釋放的兩人在香港長洲島下了船。衛斯理卻發現自己遭到跟蹤。他反跟蹤對方。卻來到匪徒巢穴。匪首正是死神愛人。風韻猶存的少婦黎明玫。

### 江湖奇女子
衛斯理發現黎明玫意外對某人有仇。而她仇恨的對象是北太極門的掌門武林大豪石軒亭。起因是石軒亭十七年前誘騙她生下小孩。而石菊正是黎明玫的女兒。石菊正在死神船上。為救石菊出險。原本是敵對關係的兩人卻意外結為盟友。

### 爭奪藏寶圖
名震中外的扒手錢七手，段數已達六十三鈴，在碼頭苦力搶地盤衝突中，從衛斯理身上偷走藏寶圖，賣給德國人佩特弗萊克。混亂中，衛斯理身上地圖被錢七手扒走，等兩人找到他時，發現地圖早已以七百美元脫手給一名外國遊客（後來證實他曾是德國蓋世太保成員的佩特·福萊克）。後來還曾秘密告知衛斯理「死神」和覓寶人佩特·福萊克在海底岩洞的位置。

### 義大利黑手黨的挑戰
衛斯理從錢七手口中得知地圖早已以七百美元脫手給一名外國遊客（後來證實他曾是德國蓋世太保的佩特·福萊克）。決定和石菊飛往義大利撒丁尼亞島。兩人以教授和女秘書的身份。在島上的銀魚酒店住下來。卻意外遇上黑手黨。潛入海中的兩人卻在海底岩洞中，遇見被虎鯊咬斷腿，飲恨而亡的佩特弗萊克，從他身上拿到藏寶圖。

### 海底岩洞中的兩人
義大利黑手黨的首領范朋，外號「六親不認」，要求在海底岩洞中發現佩特·福萊克屍體的衛斯理交出藏寶圖，反被衛斯理以一顆藍寶石唬弄使得黑手黨成員自相殘殺。在混亂中，衛斯理以手提機槍殺了「石頭心」尼里，卻偽裝成畫家寫生，自顧自搭船上岸，義大利警方誤認現場是黑手黨火拼。

### 隆美爾的寶藏
國際警察的幹部納爾遜出現。告知衛斯理手提機槍上發現他的指紋。要脅他配合調查「死神」唐天翔的販毒網。迫於無奈衛斯理只有與石菊化裝成一對老年夫婦進駐蒙地卡羅賭場。卻在飯店走廊中巧遇黎明玫。

### 蒙地卡羅賭場的邂逅
假扮成年老夫婦的衛斯理和石菊。在蒙地卡羅賭場巧遇「死神」，發現他與黎明玫已經結婚，衛斯理在內心深處意外發現，他愛著黎明玫，非常鬱卒，衛斯理的自暴自棄。引得石菊為他落淚出走。卻被作為「死神」保鑣的大師伯陰森擄走，衛斯理為救她。蒙臉向大師伯挑戰，卻被識破。雙方在小船上一起大打出手。

### 一朵鑽石花
被陰森追殺好不容易脫身的兩人回到旅店。卻意外被黃俊劫持。原來是越南駐法國大使館的G領事手下特務集團的計謀。他們要黃俊交出藏寶圖。才釋放被擄走的施維亞。為了隆美爾寶藏中的鈾礦，越南大使館的領事G以衛斯理和石菊兩人的性命安全，要脅他交出藏寶圖，卻被兩人自排氣孔道從中央廚房脫身。意外現身在領事G面前的衛斯理不要任何賠罪只要了一桶水和刷子刷去灰塵。為了表達感謝之意領事G送他們兩把象牙雕刻槍柄的手槍和一朵鑽石花。

### 撒丁尼亞島上的決鬥
衛斯理在錫恩太村東邊作為穀倉的大倉庫外面，找到黃俊和施維亞，並要他交出藏寶圖。黃俊女友施維亞打算帶領他們去錫恩太村旁的海中。尋找隆美爾的寶藏。此時只見一輛勞斯萊斯轎車疾馳而至，車子一停，四個大漢跳下車來，最後下車的，正是北太極門掌門石軒亭。此時「死神」唐天翔也帶著兩個保鑣(赤水幫龍頭陰森與蔡胖子)現身。雙方一言不合，大打出手。結果卻被在遠方觀戰的納爾遜撿到便宜。將大穀倉旁的所有人活動用攝影機拍下來。據以控告「死神」唐天翔涉嫌聚眾鬥毆和殺人罪名。衛斯理為了對黎明玫的承諾。在法官面前表演一掌屠牛。證明武術也能殺人。納爾遜怏怏而去。「死神」問他為什麼。衛斯理只回答「因為他也愛黎明玫」。

## 作者想表達的想法
- 最後決戰的舞台薩丁尼亞島。號稱是時間以外的孤地。也是觀光勝地。自古就是「風之民族」迦太基人的領土。羅馬史詩「阿伊尼記」(AENEAD)上有記載女王蒂朵(DIDO)為愛殉情。薩丁尼亞島東北海岸是故事中錫恩太村的所在。
- 最後決戰舞台是科西嘉島(香港版改成撒丁尼亞島)。因為撒丁尼亞島才有故事中那種有沙灘的觀光勝地藏寶海岸。科西嘉島是岩岸地形只有森林。位於兩者之間的第勒尼安海，由於是歐亞板塊交界處，板塊裂縫的地熱吸引藻類和浮游生物生長。吸引以之為食的魚類和掠食性魚類聚集。自古以來就是著名漁場，有豐富的漁業資源。出產著名的沙丁魚。
- 衛斯理和義大利黑手黨衝突的地點-巴斯契亞(BASTIA)卻在拿破崙的故鄉科西嘉島。此與後文不符。這個硬橋可能要修改一下。可能把薩丁尼亞島和科西嘉島兩個島搞混了。科西嘉島的人復仇性格強烈。都是像拿破崙一樣的黑頭髮。有一部電影《科西嘉兄弟》就是在講「科西嘉復仇」。
- 在《鑽石花》中衛斯理數度落入了「死神」手中，但往往憑著個人機智及敏捷身手化險為夷。衛斯理本無意捲入奪寶爭鬥，但為了營救自己所喜歡的人─黎明玫而不惜力戰「死神」，無奈命運註定佳人終要香消玉殞。
- 《鑽石花》故事充份表露出衛斯理的頭腦、勇氣及高強武功，為其日後冒險生活塑造出一個成功的冒險家而鋪路。作者倪匡的衛斯理大部份為科幻小說，但最早的幾篇為單純的冒險故事，未融入科幻故事。本故事亦曾經改編成廣播劇。

## 主要人物
- 衛斯理 - 第一人稱主角，好管閒事的年輕人，一廂情願自認對黎明玫有感情。
- 黃俊 - 石菊的師兄，在渡輪上將鑽石一顆顆丟入水中。
- 施維亞 - 義大利薩丁尼亞島上的美女，黃俊的戀人。
- 石菊 - 對衛斯理傾心的少女，是石軒亭和黎明玫的女兒。
- 唐天翔 - 黑幫犯罪組織頭子，外號「死神」，對黎明玫有感情。
- 邵清泉 - 七十二路鷹爪手傳人，死神的打手。
- 蔡博士 - 會造假紀錄的醫生，「死神」的親信。
- 石軒亭 - 北太極門掌門人，黃俊的師父、石菊的父親，專程前來義大利薩丁尼亞島上清理門戶。
- 黎明玫 - 令衛斯理動情的女人，風韻猶存的少婦，多年前，名震大江南北的女俠，豪氣干雲。感情豐富不能抉擇，卻到處留情，所到之處都吸引男人為她拋頭顱灑熱血，連衛斯理也不能倖免。故事標題的鑽石花，就是指她，其實石菊是她在17年前被石軒亭誘拐所生下的女兒。
- 范朋 - 義大利黑手黨的首領，外號「六親不認」，要求衛斯理交出藏寶圖，反被衛斯理以藍寶石唬弄。黑手黨成員火拼中以手提機槍殺了「石頭心」尼里。
- 尼里 - 義大利黑手黨的首領，外號「石頭心」，在遊艇火拚中被手提機槍所殺。
- 納爾遜 - 國際警察部隊成員，追查黑手黨在遊艇上的火併事件，以手提機槍上的指紋要脅衛斯理合作。
- 陰森 - 赤水幫龍頭，「死神」的保鑣，衛斯理的大師伯(兩人未曾謀面)，揚州瘋丐金二的師兄，一手金蓮子功夫，百發百中，獨步天下。
- 蔡胖子 - 赤水幫龍頭，擅長縮肚功，能運氣像皮球般攻擊敵人，「死神」的保鑣。
- 佩特·福萊克 - 追查藏寶圖的德國人，在海中被虎鯊咬斷腿，因流血過多，在海底岩洞中飲恨而死。
- 達雨中校 - 德國蓋世太保成員，負責押送隆美爾的寶藏和將寶藏藏在錫恩太村，並掩蓋經過的痕跡。
- 馬克 - 德國蓋世太保成員，在藏寶圖背後寫上經緯度，標示寶藏位置。多年後被衛斯理和石菊發現。
- 錢七手 - 名震中外的扒手，段數已達六十三鈴，在碼頭苦力搶地盤衝突中，從衛斯理身上偷走藏寶圖，賣給德國人佩特·福萊克。
- 領事G - 越南駐法國大使館的領事，追查隆美爾的寶藏，曾拘禁衛斯理和石菊，後與衛斯理結為好友。

## 黃俊
黃俊，是《衛斯理系列》《鑽石花》中的角色，亦是他令衛斯理捲入爭奪隆美爾寶藏的關鍵人物。

## 黎明玫
黎明玫，是《衛斯理系列》《鑽石花》中的角色，在黃俊口中提過的師叔。原本是黃俊的同門師叔。十七年前卻脫離北太極門。自此消失無蹤。

## 石菊
石菊，是《衛斯理系列》《鑽石花》中的角色，她是《鑽石花》的主要角色之一。

## 唐天翔
黑幫頭子，外號「死神」，有一艘遊艇「死神號」(Thanatos)

## 陰森
赤水幫龍頭、死神的保鑣